# Franz Riegel
Franz Riegel (Würzburg, 9 de fevereiro de 1843 – Bad Ems, 28 de agosto de 1904) foi um médico gastroenterologista alemão.
Sua obra mais conhecida foi Die Erkrankungen des Magens (1896), ("Diseases of the stomach"), livro depois traduzido para o inglês.

## Obras
- Über die Diagnostik und Therapie von Magenkrankheiten, 1886
- Zur Lehre von der Herzirregularität und Incongruenz in der Thätigkeit der beiden Herzhälften, Wiesbaden: Bergmann 1891
- Die Erkrankungen des Magens, 2 Volumes, 1897, 2. Edição, Viena: Hölder 1903, 1908, Band 1, Archive